# Koprivice
Koprivice este un sat din comuna Nikšić, Muntenegru. Conform datelor de la recensământul din 2003, localitatea are 133 de locuitori (la recensământul din 1991 erau 200 de locuitori).

## Demografie
În satul Koprivice locuiesc 110 persoane adulte, iar vârsta medie a populației este de 44,0 de ani (41,4 la bărbați și 47,6 la femei). În localitate sunt 40 de gospodării, iar numărul mediu de membri în gospodărie este de 3,33.
Această localitate este populată majoritar de sârbi (conform recensământului din 2003).
|  |

| Demografie | Demografie | Demografie |
| An         | Locuitori  | Locuitori  |
| ---------- | ---------- | ---------- |
|            |            |            |
|            |            |            |
|            |            |            |
|            |            |            |
| 1948       | 404        |            |
| 1953       | 479        |            |
| 1961       | 500        |            |
| 1971       | 381        |            |
| 1981       | 276        |            |
| 1991       | 200        | 200        |
| 2003       | 141        | 133        |

| \| Componența etnică conform recensământului din 2003[2] \| Componența etnică conform recensământului din 2003[2] \| Componența etnică conform recensământului din 2003[2] \| Componența etnică conform recensământului din 2003[2] \| Componența etnică conform recensământului din 2003[2] \| \| ----------------------------------------------------- \| ----------------------------------------------------- \| ----------------------------------------------------- \| ----------------------------------------------------- \| ----------------------------------------------------- \| \| \| \| \| \| \| \| Sârbi \| Sârbi \| \| 99 \| 74,43% \| \| Muntenegreni \| Muntenegreni \| \| 34 \| 25,56% \| \| necunoscută \| necunoscută \| \| 0 \| 0% \| |              |  |    |        |
| Componența etnică conform recensământului din 2003 |              |  |    |        |
| |              |  |    |        |
| Sârbi | Sârbi        |  | 99 | 74,43% |
| Muntenegreni | Muntenegreni |  | 34 | 25,56% |
| necunoscută | necunoscută  |  | 0  | 0%     |